# ملاقاتی در مسافرخانه ویلیام بلک
ملاقاتی در مسافرخانه ویلیام بلک (انگلیسی: A Visit to William Blake's Inn) اشعاری برای مسافران ساده و با تجربه، یک کتاب مصور کودکان است که بوسیلهٔ نانسی ویلارد نگارش، و توسط آلیس و مارتین پروونسن تصویرنگاری شده است. این کتاب در سال ۱۹۸۱ بوسیلهٔ هارکورت بریس منتشر شده است. یک سال پس از انتشار این کتاب، ویلارد برندهٔ نشان نیوبری سال، و آلیس و مارتین پروونسن از سوی کتابداران حرفه‌ای کودکان، برندهٔ نشان کالدکوت شدند. این کتاب، نخستین کتاب بود که برندهٔ هر دو جایزهٔ نیوبری و نشان کالدکوت شد. در سال ۲۰۱۶، کتاب توقف آخر در خیابان بازار نیز برندهٔ هر دوی این جوایز شد.